# Al Texas Club
Al Texas Club è una commedia musicale di Gallucci, rappresentata nel 1957 in Lombardia dalla compagnia teatrale di Giovanni Di Renzo. Di questa compagnia facevano parte Franco e Ciccio e il Complesso Calì. Venne rappresentata per la prima volta a Como e dopo poco a Bergamo. Non vi furono molte occasioni di replicarla perché venne presto sostituita da Due in allegria e cinque in armonia.